# Cathédrale Saint-André de Bordeaux
Cette  cathédrale n’est pas la seule cathédrale Saint-André.
La cathédrale primatiale Saint-André de Bordeaux, située sur la place Pey-Berland, est le lieu de culte le plus imposant de Bordeaux, ville du département français de la Gironde en région Nouvelle-Aquitaine.
Il s'agit de l'église-cathédrale de l'archidiocèse de Bordeaux.
Elle est consacrée le 1er mai 1096 par le pape Urbain II, en tournée pour prêcher la Première Croisade. Elle est reconstruite dans le style gothique du XIIe au XVIe siècle.
Dans cette église furent célébrés deux mariages royaux : en 1137, le mariage d'Aliénor d'Aquitaine, alors âgée de quinze ans, avec le futur Louis VII, roi des Francs ; et en novembre 1615, le mariage d'Anne d'Autriche, Infante d'Espagne, et de Louis XIII, roi de France et de Navarre.

## Historique

### L'église primitive
L'église primitive est fondée au IIIe siècle. Le lieu de culte aurait subi des destructions pendant les invasions médiévales : Wisigoths lors des invasions barbares à la fin du Ve siècle, par les Sarrasins en 725, lors des invasions normandes en 848 et 864.
En 814, Louis le Pieux accorde un diplôme d'immunité à la cathédrale et place ses deux édifices adjacents (Église St Marie et Chapelle St Hélène) sous la protection judiciaire du roi.
Reconstruite au cours du XIe siècle, la cathédrale est consacrée en 1096.
La nef, de style gothique angevin, date du XIIe siècle et fut modifiée au XIIIe siècle. Le déambulatoire, entrepris vers 1280, fut raccordé à la nef vers 1330.

### L'église gothique
En 1305, Bertrand de Got, archevêque de Bordeaux accède au trône de Saint Pierre sous le nom de Clément V. Il ne parvient pas à enraciner son influence à Rome, et décide d'installer le siège de la papauté en France, à Avignon, c'est le début de la papauté avignonnaise. Il n'oublie cependant pas ses origines gasconnes et libère des fonds importants pour l'extension et l'embellissement de la cathédrale. Sous son action, l'ancienne cathédrale romane prend l'aspect d'un édifice gothique, style architectural en pleine expansion partout en France.

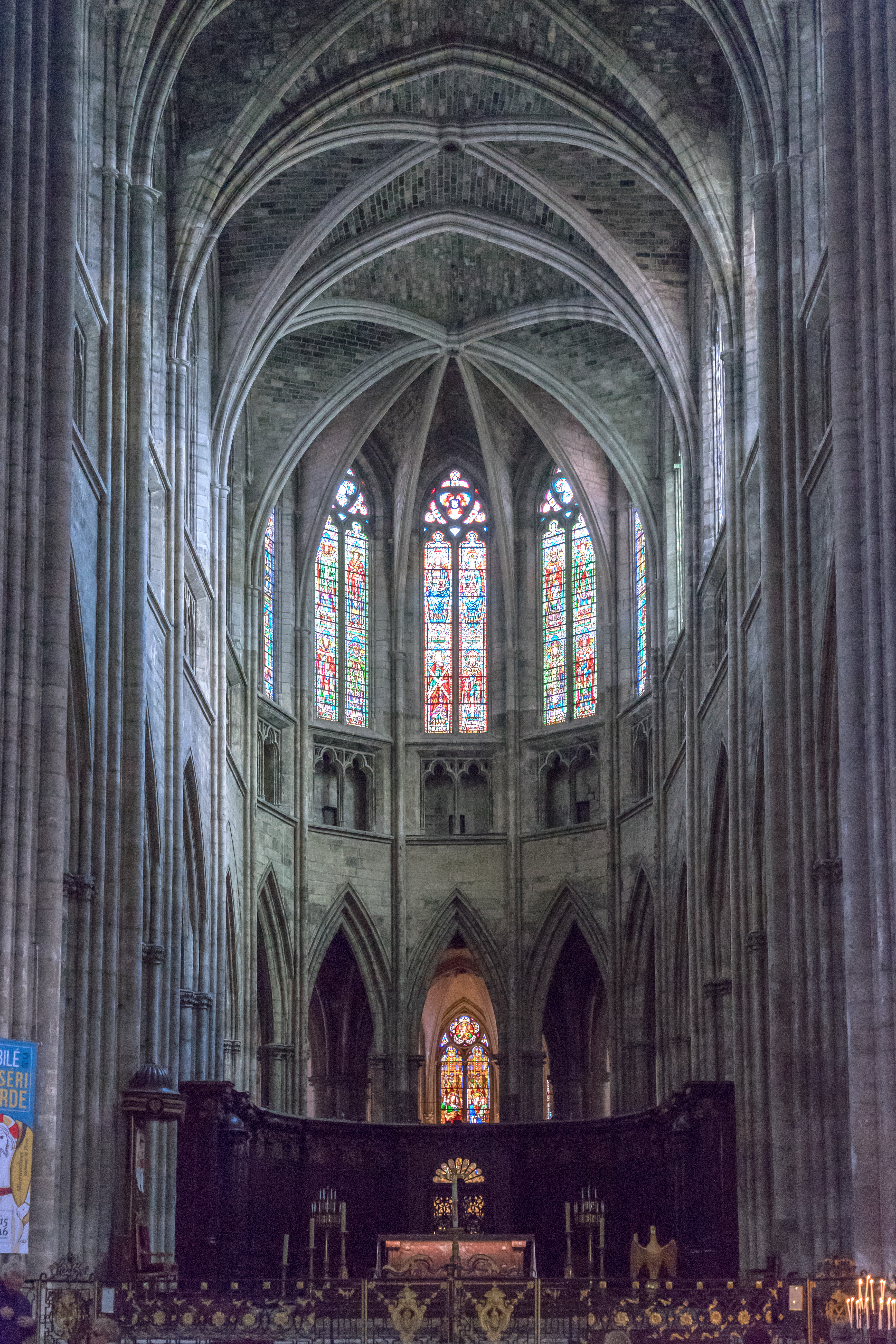
Chœur de la cathédrale.

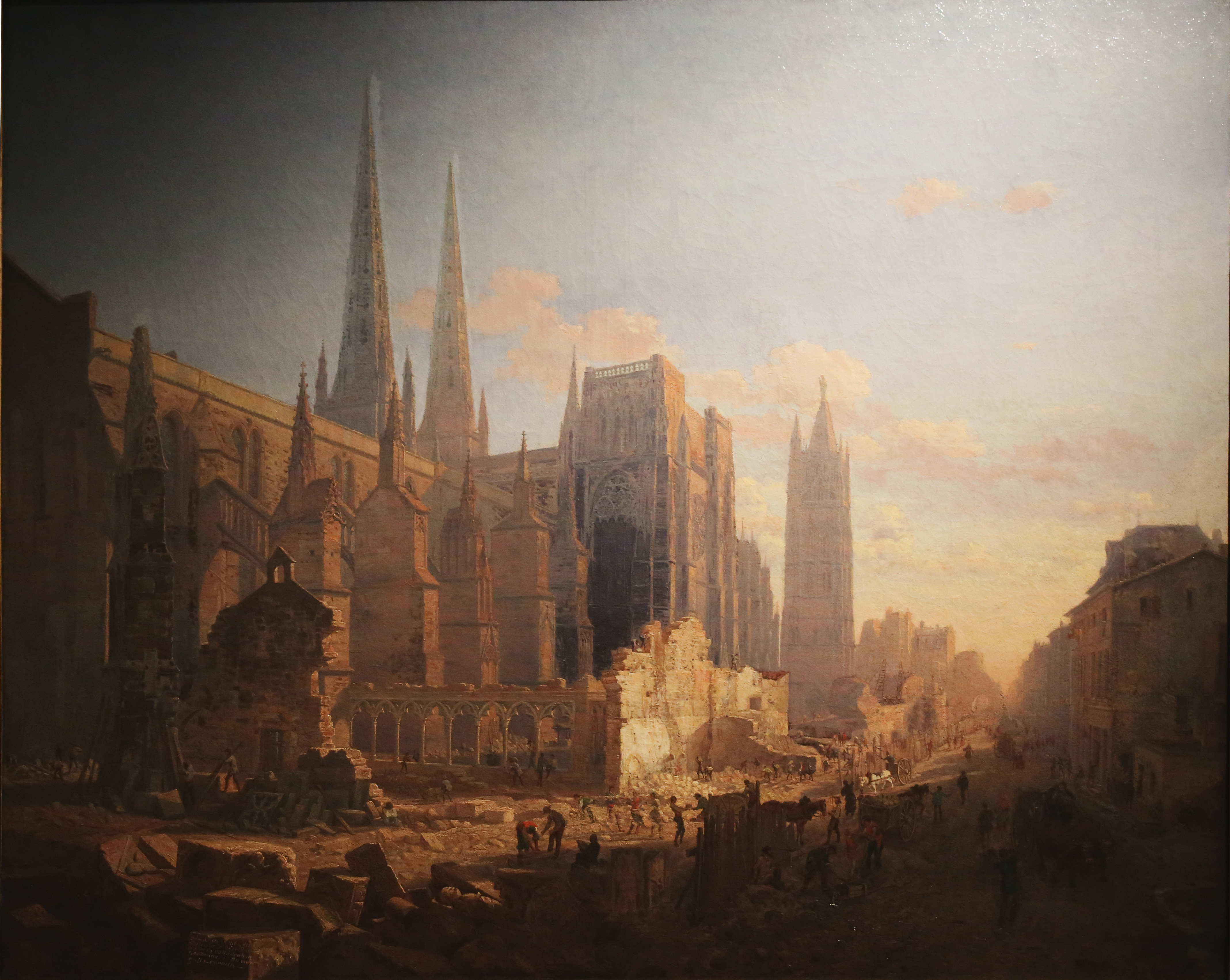
Dégagement de la Cathédrale St-André, 1865, par Léo Drouyn.

Le chœur et les chapelles rayonnantes ont été réalisés au XIVe siècle. C’est aussi à cette époque que furent érigées les façades des bras du transept. Le gros-œuvre était alors entièrement réalisé. Le clocher, les tours et les flèches du transept sud furent terminés au XVe siècle. On commença aussi à pourvoir l’édifice d’une ceinture d’arcs-boutants, achevée au siècle suivant. À l’extérieur, l’impossibilité d’établir un portail sur la façade occidentale explique le dépouillement de celle-ci ; en revanche, les façades latérales au niveau du transept ont connu un développement important. Sur la façade nord, la Porte royale est réalisée vers 1250. Le contrefort de Gramont marque le début de la Renaissance à Bordeaux. La façade nord est surmontée de deux tours de 81 mètres de hauteur.
La cathédrale est flanquée d'une tour du XVe siècle à l'est du chevet : le clocher ou tour Pey-Berland, construite sur ordre de l'archevêque du même nom. Par ses lettres patentes, Louis XI confirme les privilèges de cette église, d'abord après son sacre en 1461, puis, à la suite de la mort du duc de Guyenne, son frère, en 1472.
Un tremblement de terre provoque l'effondrement d'une partie des voûtes le 2 février 1427. La charpente du chœur est détruite par un incendie le 25 août 1787 à la suite d'un accident de soudure.
Le décret impérial du 25 août 1808 concernant la ville de Bordeaux prévoit le financement des travaux de restauration de la cathédrale.
Le 2 mars 1820, un ouragan renverse le fronton de la façade nord sur les voûtes qui s'écroulent en partie, la foudre tombe sur l'une des flèches.

### Le dégagement de la cathédrale et la destruction du cloître
Jusqu’au XVIIIe siècle, la cathédrale est totalement englobée dans un réseau de ruelles étroites bordées de constructions anciennes. En 1836, les autorités municipales installent la mairie dans l’ancienne résidence de l’archevêque (palais Rohan, construit en 1770). Elles décident de concentrer autour de l'hôtel de ville plusieurs édifices publics (caserne, facultés, hôpital...), et de moderniser le tissu urbain. En 1844, malgré les protestations de la commission des Monuments historiques, la municipalité décide la destruction de l'ancien cloître situé sur le flanc sud. L'architecte Paul Abadie prend la tête du chantier en 1863, fait détruire en 1865 le cloître et élève à sa place, en 1869-1879, des sacristies et des annexes.

## Reconnaissance patrimoniale

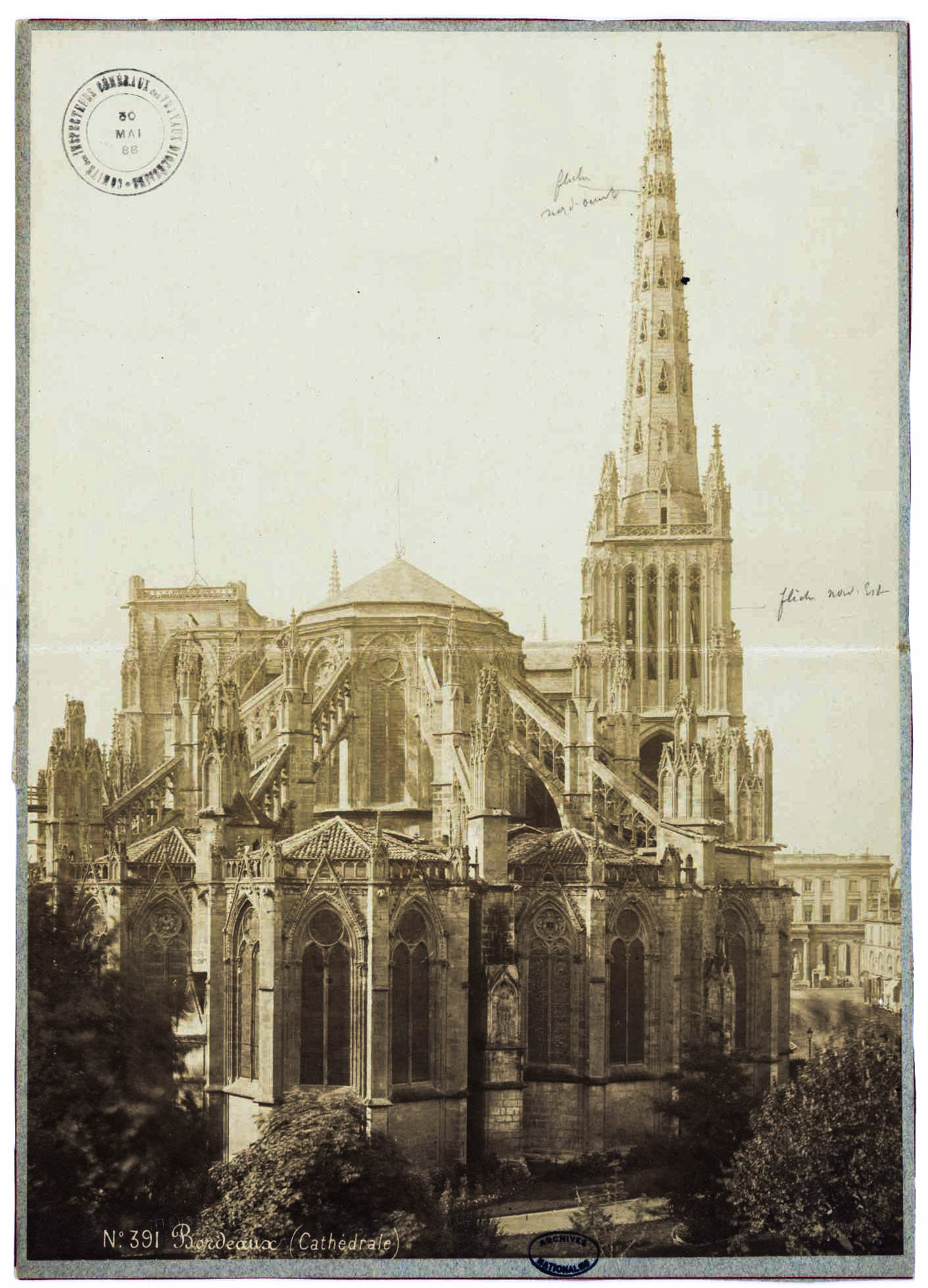
La cathédrale en 1888

### Monument historique depuis 1862
La cathédrale est classée au titre des monuments historiques par la liste des monuments historiques de 1862.

### Patrimoine mondial depuis 1998
Le 2 décembre 1998, l'Assemblée Générale de l'UNESCO, réunie à Kyōto (Japon) a adopté la proposition d'inscrire sur la liste du patrimoine mondial, les Chemins de Saint-Jacques de Compostelle en France. Parmi 71 monuments associés au pèlerinage et retenus par la commission, 19 figurent en Aquitaine, dont trois à Bordeaux :
- la cathédrale Saint-André
- la basilique Saint-Seurin
- la basilique Saint-Michel

## Architecture

### Extérieur

#### Le tympan

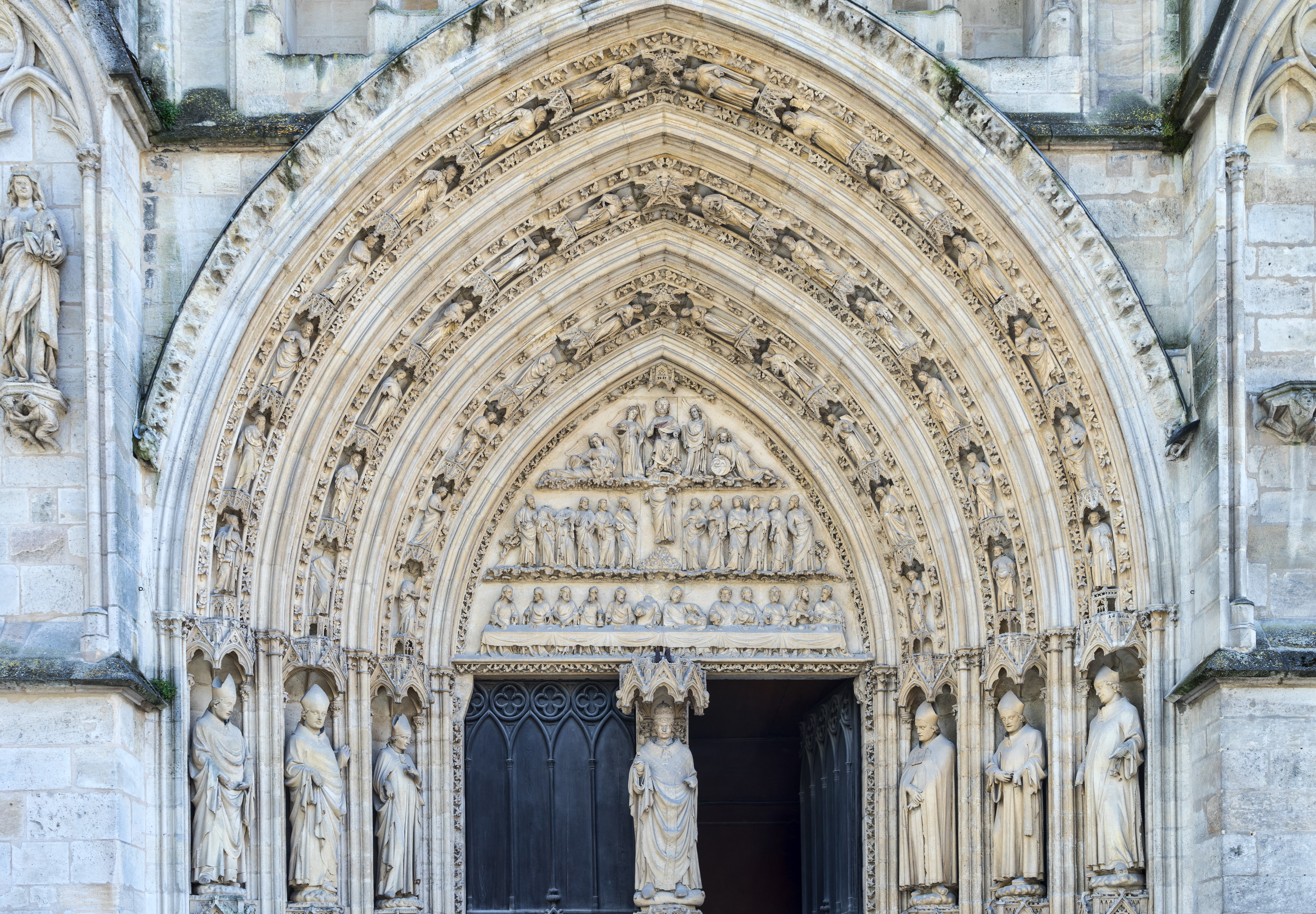
Tympan du portail nord.

Le tympan du portail nord de la cathédrale de Bordeaux se décompose pour Jacques Gardelles en trois registres. En bas, sur le linteau est représentée la Cène. Un nébulé, c'est-à-dire un cordon de nuage sépare ce registre du suivant, qui présente une ascension du Christ au milieu des douze apôtres. Aux pieds du Christ figure un mont des oliviers symbolique. Au sommet de ce tympan, Dieu le père est représenté sous les traits d'un Christ trônant entre deux anges. L'un tient un linceul, l'autre une couronne d'épine. Les deux anges qui encadrent ce tympan portent une lune et un soleil comme on a coutume de faire dans les jugements derniers.

### Intérieur

#### Dimensions
- Longueur intérieure : 124 mètres.

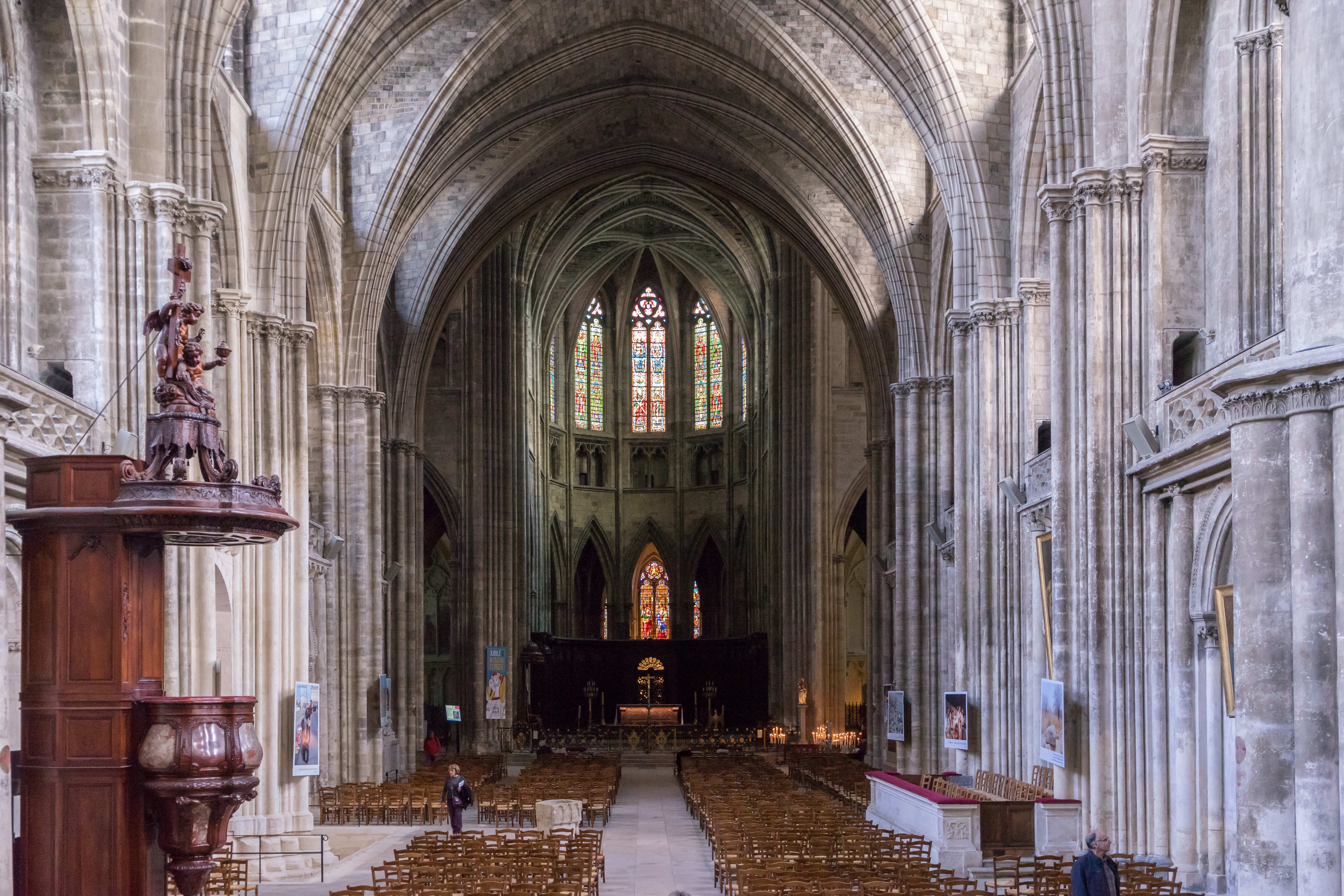
Nef

- La nef unique sans collatéral a 18 mètres de large au transept.
- La hauteur sous voûte est de 23 mètres dans la nef et de 29 mètres dans le chœur.

#### Les chapelles
À gauche de l'autel se trouve la chapelle dédiée à saint Simon Stock, général des Carmes, connu et vénéré pour avoir reçu le scapulaire de Notre-Dame du Mont-Carmel, dans une vision. Les reliques du saint sont exposées sur l'autel.

## Les orgues

### Les grandes orgues
En 1427 un orgue est construit par Jacques de Rasta. En 1535 et selon un chroniqueur anglais : « Dans la cathédrale Saint-André, se trouvent les plus belles et les plus grandes orgues de toute la chrétienté. » Elles sont restaurées en 1619 par le facteur toulousain Antoine Lefèbvre, restauration suivie d'un long procès. En 1627, le célèbre facteur Valéran de Héman, venu du nord de la France, vient travailler à Bordeaux et, notamment, construit pour la cathédrale un nouvel orgue somptueux.
Malheureusement, sous la Révolution, les orgues, déjà dégradées par le temps, sont vendues et les tuyaux fondus pour les besoins de l'armée. En 1795, un rapport indique qu'il n'en reste que « quelques débris de sommiers et différents morceaux de bois épars ». En 1805, l'orgue de l'église Saint-Pierre de La Réole, œuvre du facteur toulousain Jean-Baptiste Micot (1766), est transféré à Saint-André. Mais cet orgue s'avère insuffisant pour la primatiale. En 1812, l'orgue est à nouveau démonté afin de permettre la réfection de la tribune et l'on en profite pour en échanger la partie instrumentale avec l'orgue de l'abbatiale Sainte-Croix construit par Dom Bédos de Celles entre 1744 et 1748.

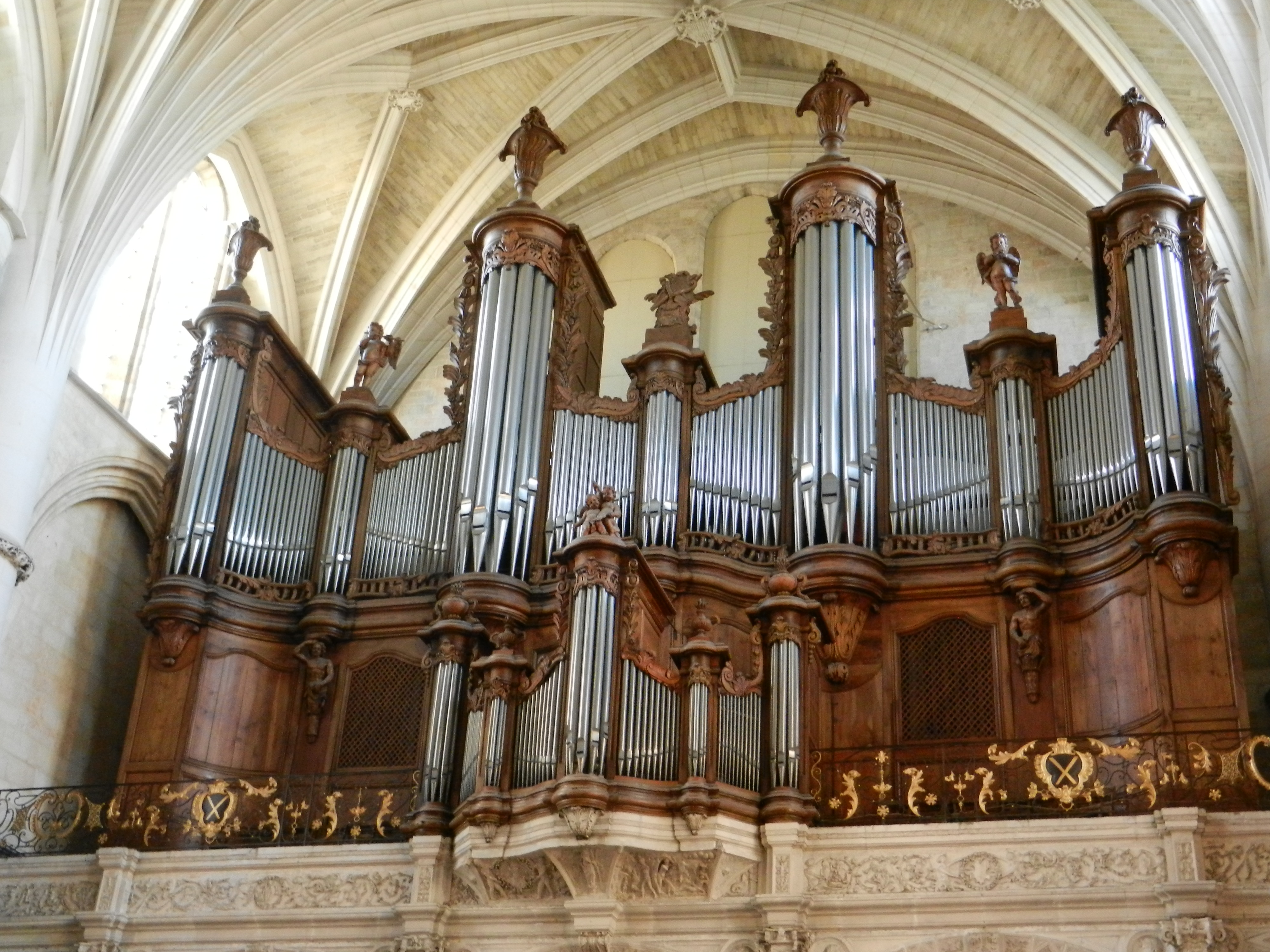
L'orgue de tribune.

Les buffets restent cependant à leurs places respectives. À cette occasion, le buffet de Micot installé à la cathédrale est modifié pour permettre à l'instrument de Dom-Bedos d'y prendre place. Le résultat est extrêmement décevant : autant l'orgue de Dom Bédos sonnait magnifiquement à Sainte-Croix, autant l'instrument transféré à la cathédrale semble perdu dans cette grande nef d'un volume de huit à dix fois supérieur.
De 1837 à 1841, le facteur Henry effectue une nouvelle restauration et modifie l'agencement des ailes latérales du grand buffet. Entre 1875 et 1877, le facteur Georges Wenner remplace l'ancien récit de deux jeux par un grand récit expressif de 14 jeux et substitue la mécanique directe du clavier du grand orgue et celle des basses du récit par des machines pneumatiques Barker.
Par la suite, l'orgue est modifié à plusieurs reprises tout au long du XXe siècle avant que la restitution du Dom Bédos à Sainte-Croix, et la construction d'un orgue neuf à la cathédrale ne soient décidés.
Les nouvelles grandes orgues, construites par la société Danion-Gonzalez dans l'ancien buffet restauré et décapé, sont inaugurées en 1982. Les tractions mécaniques, au fonctionnement aléatoire, sont électrifiées dès 1987. Actuellement[Quand ?], la réfection de la partie instrumentale est à l'étude.
L'imposant buffet, classé monument historique, occupe toute la largeur de la nef et compte parmi les plus grands de France avec une envergure de 15 mètres.
Composition
| Positif 61 notes |
| Montre 8'        |
| Bourdon 8'       |
| Flûte 8'         |
| Prestant 4'      |
| Flûte 4'         |
| Doublette 2'     |
| Nazard 2' 2/3    |
| Tierce 1' 3/5    |
| Larigot 1' 1/3   |
| Fourniture IV    |
| Cymbale III      |
| Cornet V         |
| Trompette 8'     |
| Cromorne 8'      |
| Clairon 4'       |

| Grand-orgue 61 notes   |
| Montre 16'             |
| Bourdon 16'            |
| Montre 8'              |
| Bourdon 8'             |
| Flûte 8'               |
| Nazard 5' 1/3          |
| Prestant 4'            |
| Tierce 3' 1/5          |
| Quinte 2' 2/3          |
| Doublette 2'           |
| Tierce 1' 3/5          |
| Grosse fourniture III  |
| Fourniture VI          |
| Cymbale IV             |
| Grand cornet V         |
| Bombarde 16'           |
| Trompette 8'           |
| Trompette 8' (Chamade) |
| Clairon 4'             |
| Clairon 4' (Chamade)   |

| Récit expressif 61 notes |
| Bourdon 16'              |
| Principal 8'             |
| Bourdon 8'               |
| Flûte 8'                 |
| Violoncelle 8'           |
| Voix céleste 8'          |
| Principal 4'             |
| Flûte 4'                 |
| Doublette 2'             |
| Plein-jeu V              |
| Cornet V                 |
| Basson 16'               |
| Trompette 8'             |
| Hautbois 8'              |
| Voix humaine 8'          |
| Clairon 4'               |

| Echo expressif 61 notes |
| Cor de nuit 8'          |
| Flûte à fuseau 4'       |
| Quarte de nazard 2'     |
| Piccolo 1'              |
| Cymbale III             |
| Sesquialtera II         |
| Régale 8'               |
| Chalumeau 4'            |

| Pédale 32 notes           |
| Soubasse 32'              |
| Principal 16'             |
| Flûte 16'                 |
| Soubasse 16'              |
| Flûte 8'                  |
| Principal 8'              |
| Bourdon 8'                |
| Principal 4'              |
| Flûte 4'                  |
| Principal 2'              |
| Plein-jeu V               |
| Sesquialtera II           |
| Contre-bombarde 32'       |
| Bombarde 16'              |
| Trompette 8'              |
| Trompette 8' (Chamade GO) |
| Clairon 4'                |
| Clairon 4' (Chamade GO)   |
| Clairon 2'                |

### L'orgue de chœur
L'orgue de chœur a été construit en 1873 par Georges Wenner. Il fut électrifié par Joseph Beuchet en 1970 et révisé par Claude Berger en 1992.

## Ils sont venus dans cette cathédrale
- Le 1er mai 1096 : Venu en France pour prêcher la croisade, le pape Urbain II consacre la cathédrale.
- Le 27 juillet 1137 : Âgée de 15 ans, Aliénor d'Aquitaine y épouse le futur roi Louis VII, âgé de 16 ans. Les noces sont célébrées un dimanche par l'archevêque de Bordeaux, Geoffroy de Loroux[13].
- Le 24 juillet 1305 : Bertrand de Got (archevêque de Bordeaux) fait lire solennellement le décret de son élection comme Pape et prend le nom de Clément V.
- En janvier 1367 : Né à Bordeaux, Richard, fils du Prince Noir et futur roi d'Angleterre sous le nom de Richard II, est baptisé en ces lieux.
- Le 9 juillet 1373 : Surnommé le Prince Noir, le prince de Galles Édouard de Woodstock convoque la noblesse gasconne dans la nef de la cathédrale.
- Le 9 avril 1526 : François Ier est accueilli par l'archevêque Jean de Foix et le chapitre de la cathédrale.
- Le 11 juillet 1530 : La reine Éléonore de Habsbourg, veuve du roi du Portugal et sœur aînée de Charles Quint, venant en France pour épouser François Ier, est reçue dans la cathédrale.
- Le 1er décembre 1539 : Charles Quint y tient le Chapitre de la Toison d'Or.
- Le 9 avril 1565 : Le roi de France Charles IX est reçu en ces lieux par Antoine Prévost de Sansac, archevêque de Bordeaux.
- Le 28 novembre 1615 : Le mariage de Louis XIII (âgé de 14 ans) et de l'Infante d'Espagne Anne d'Autriche (14 ans également) est célébré en grande pompe dans cette cathédrale.
- Le 30 octobre 1650 : Le cardinal Mazarin accompagne dans cette cathédrale son filleul Louis XIV et la reine-mère Anne d'Autriche.
- Le 15 août 1656 : lors d'une tournée théâtrale, Jean-Baptiste Poquelin, dit Molière signe dans cette cathédrale le livre de baptême du fils de l'un de ses compagnons de route.
- En 1808 : En visite à Bordeaux, Napoléon Ier constate les dégâts subis par la cathédrale sous la Révolution. Il ordonne sa remise en état.
- Le 12 juin 1992 : La reine Élisabeth II d'Angleterre et son époux, le duc d’Édimbourg, sont accueillis par Mgr Eyt, archevêque de Bordeaux, et Jacques Chaban-Delmas, maire de la ville.

## Galerie

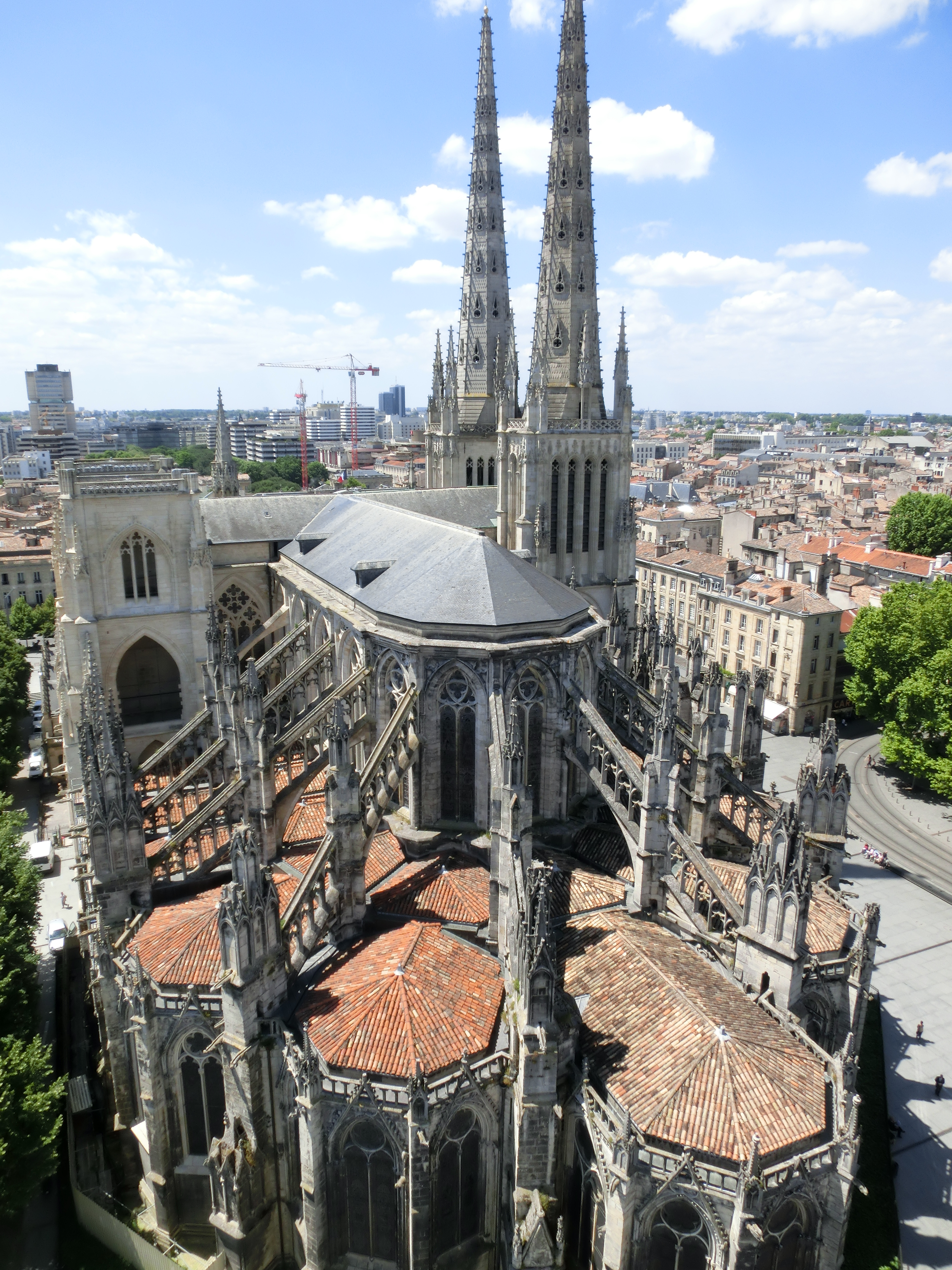
Vue du chevet depuis le clocher.
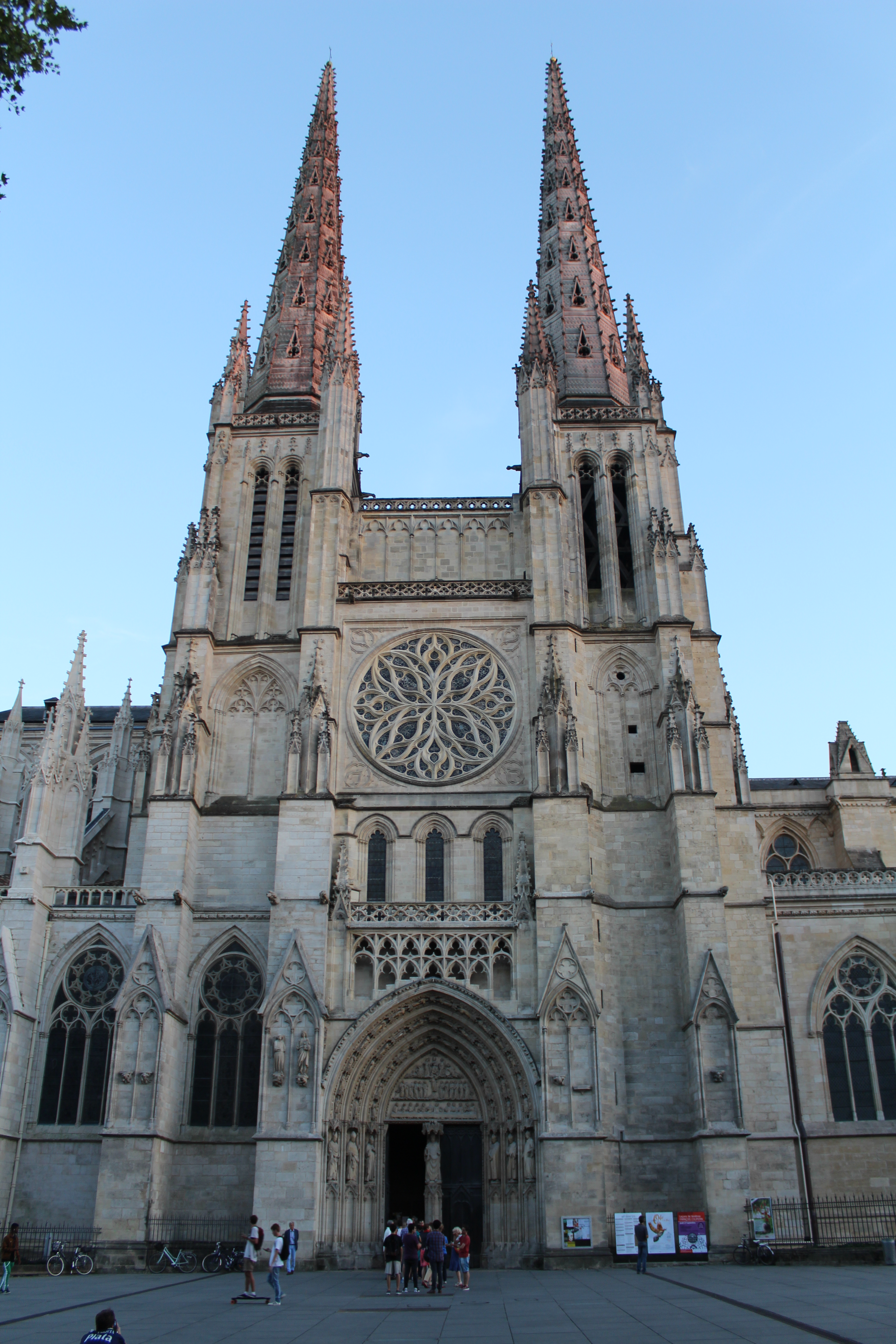
Façade nord, entrée principale.
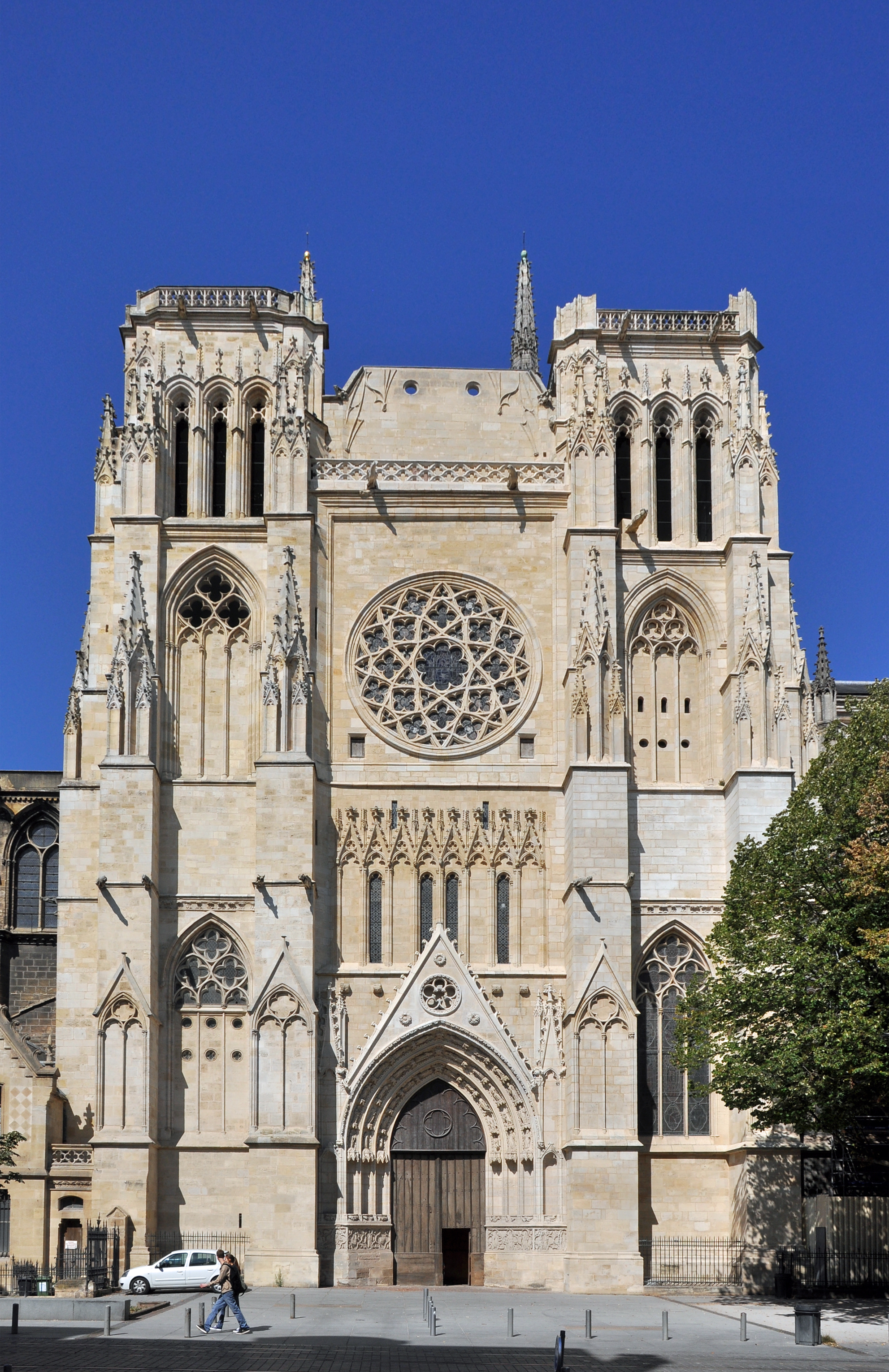
Façade sud du transept.
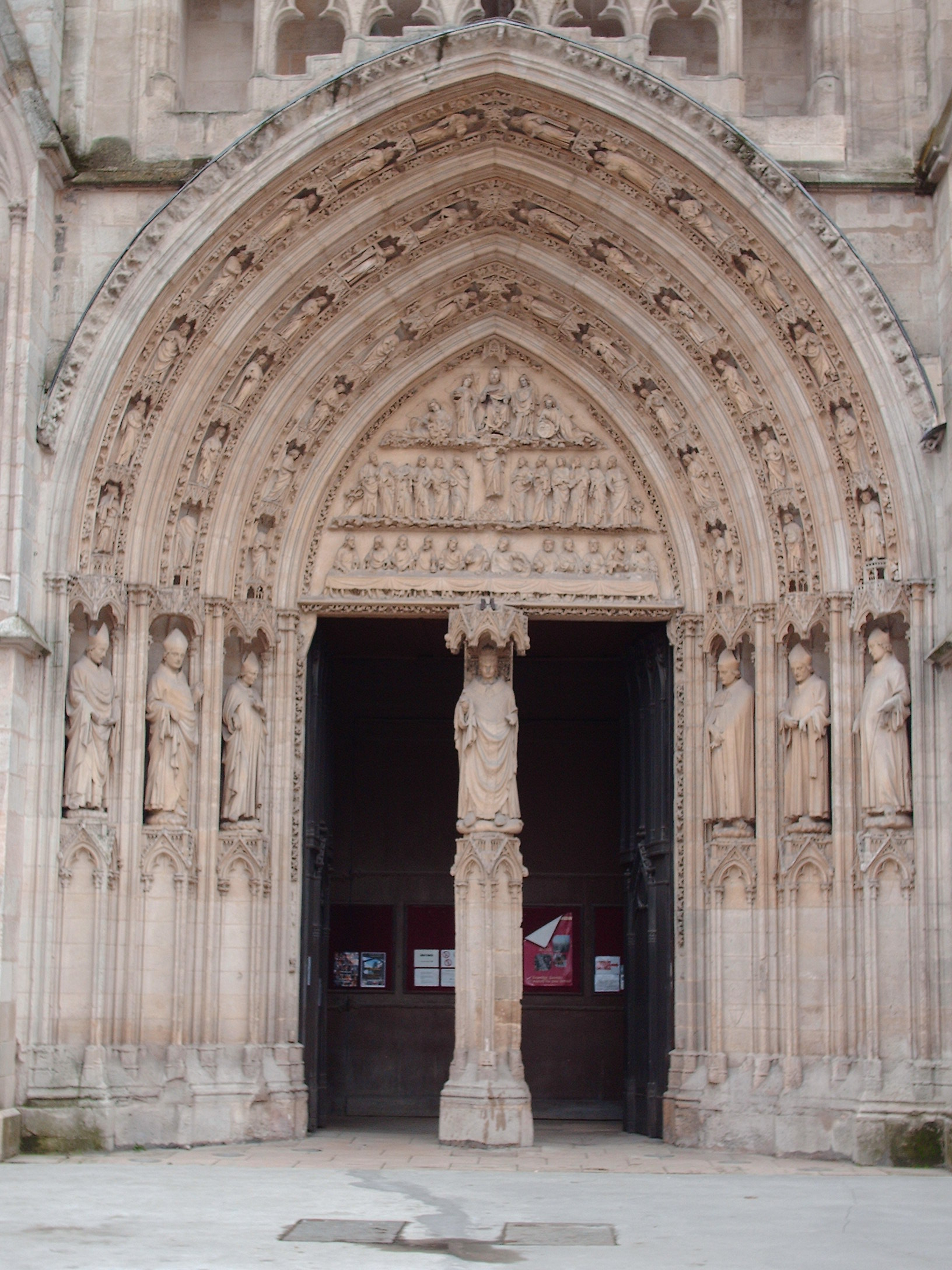
Portail des flèches.
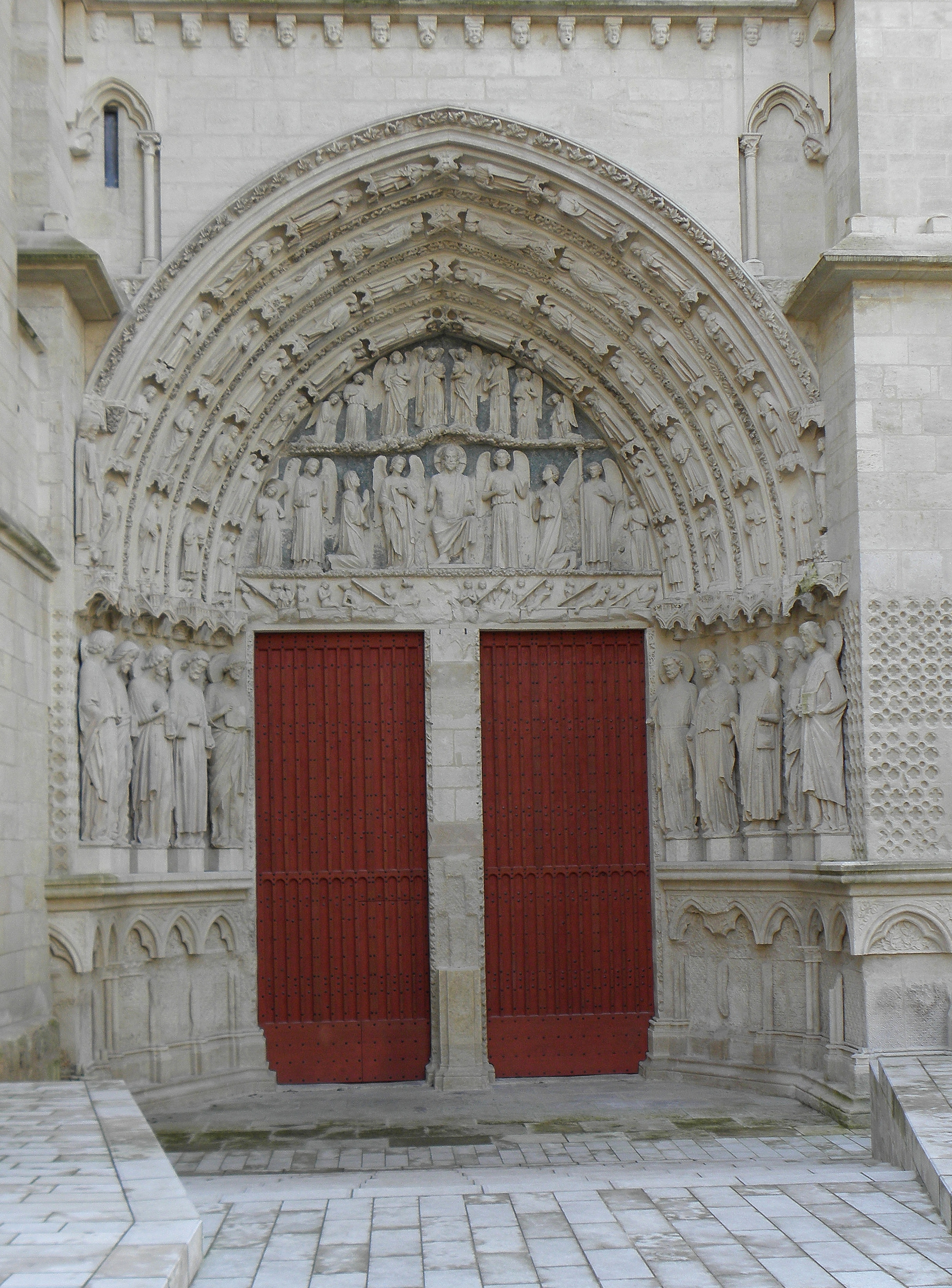
Portail royal.
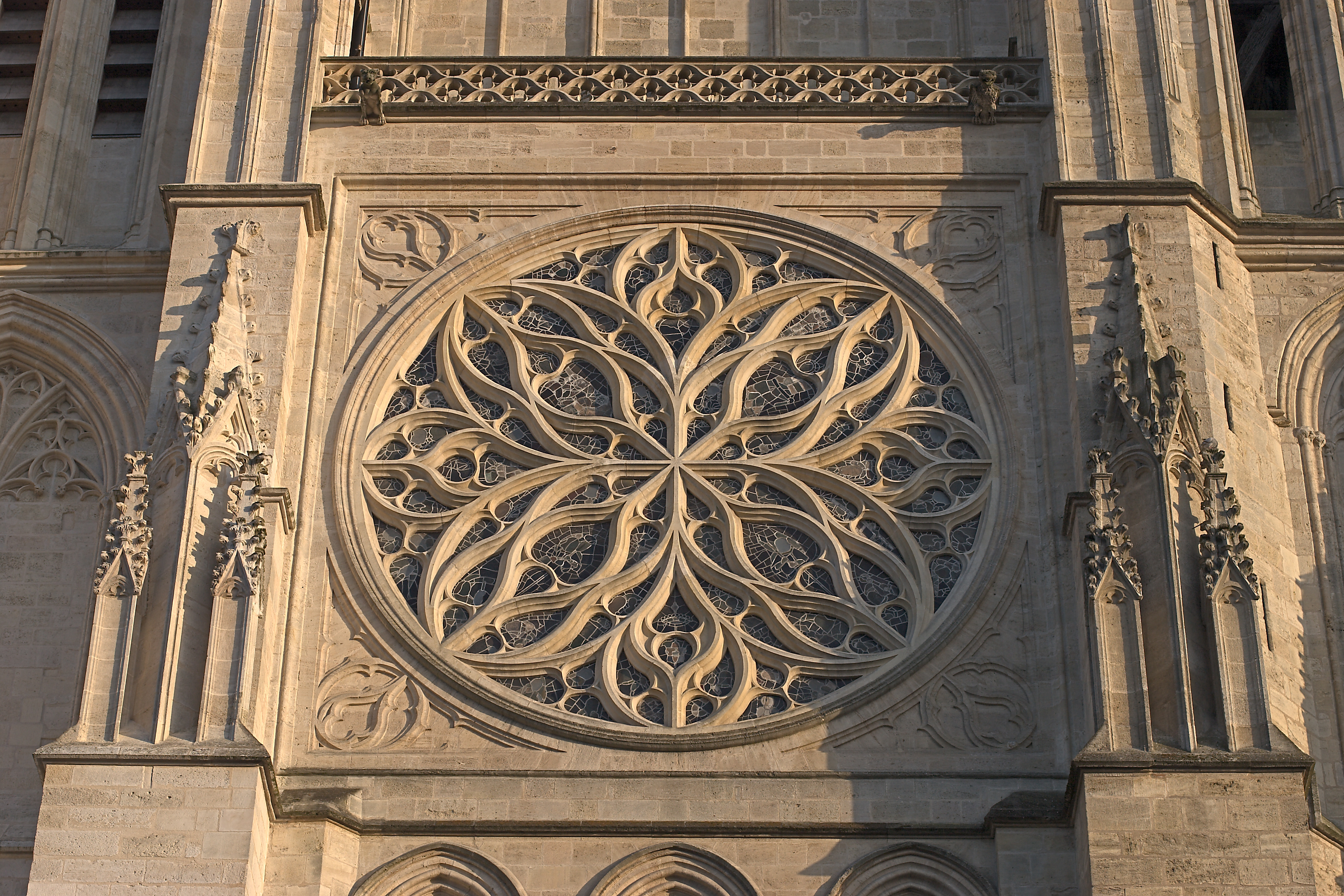
Rose nord.

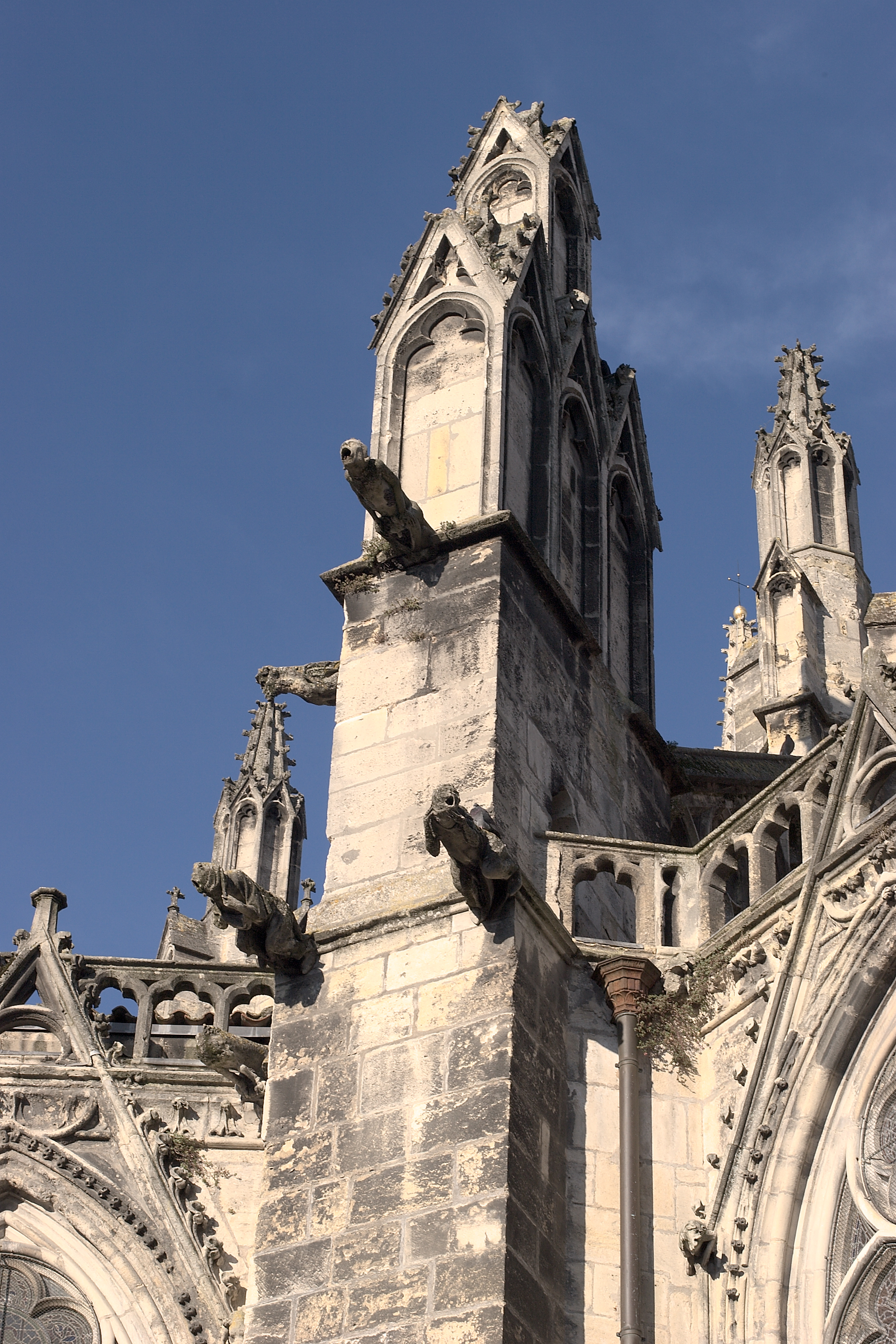
Gargouilles.
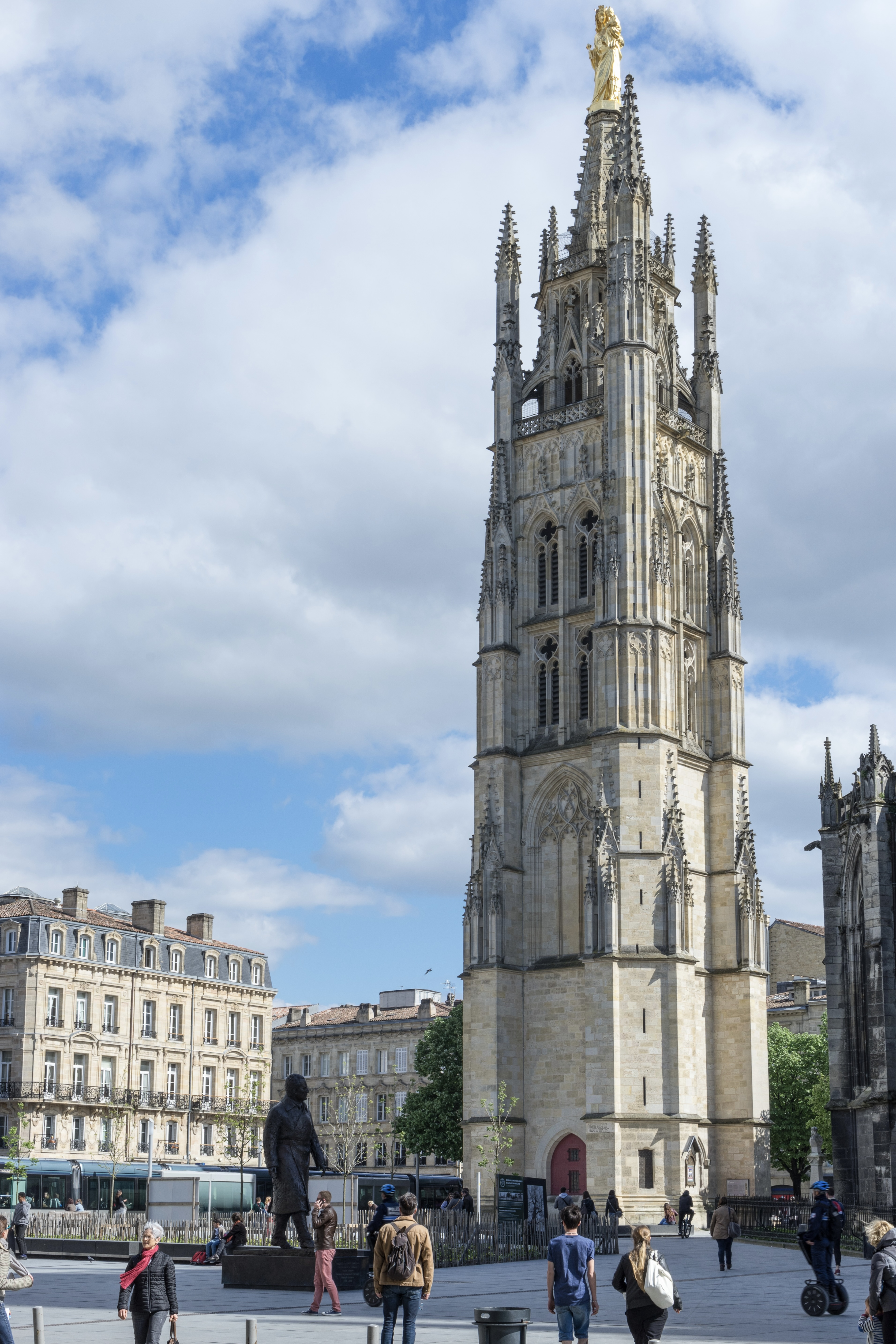
La tour Pey-Berland, clocher de la cathédrale.
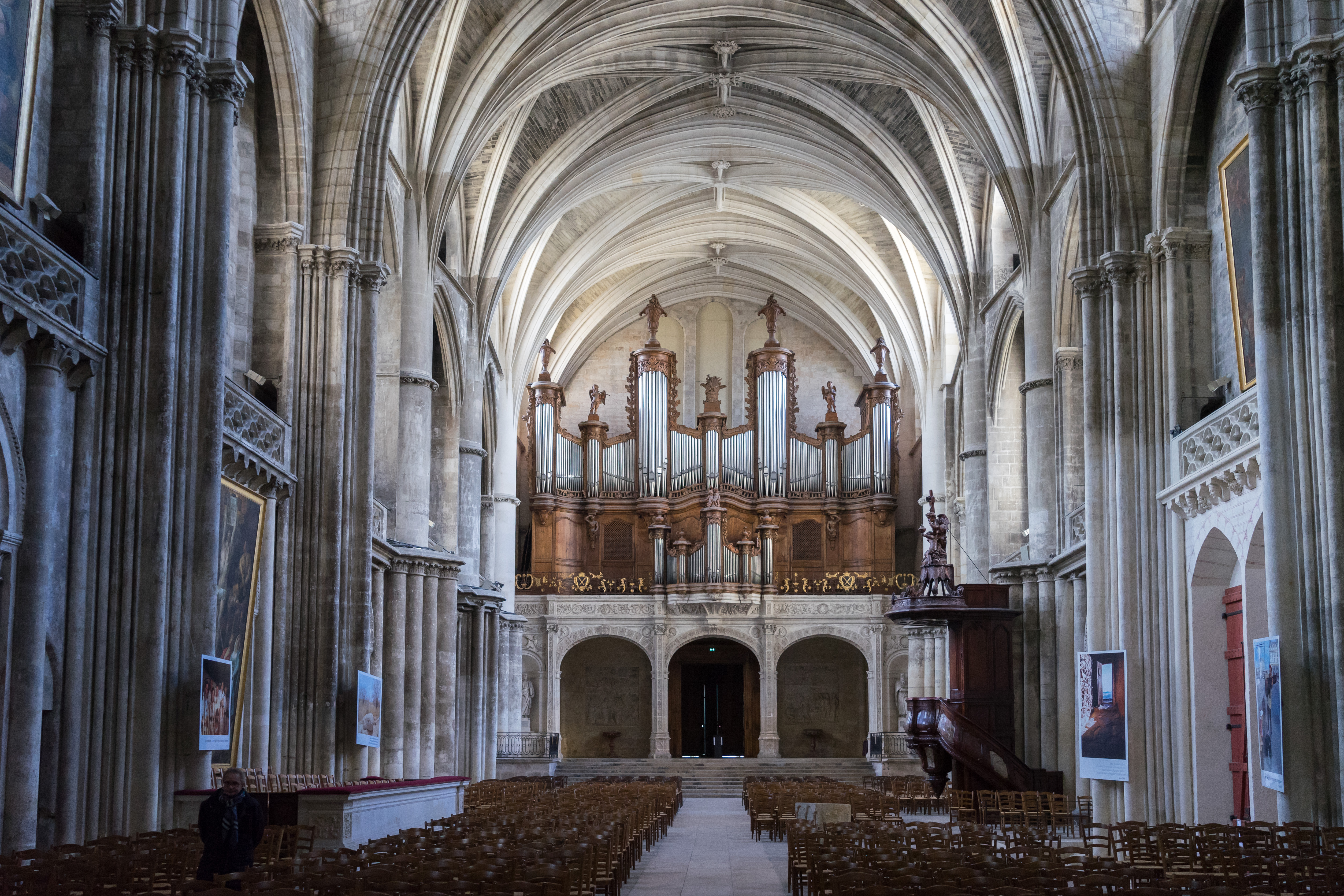
Grandes orgues de tribune.
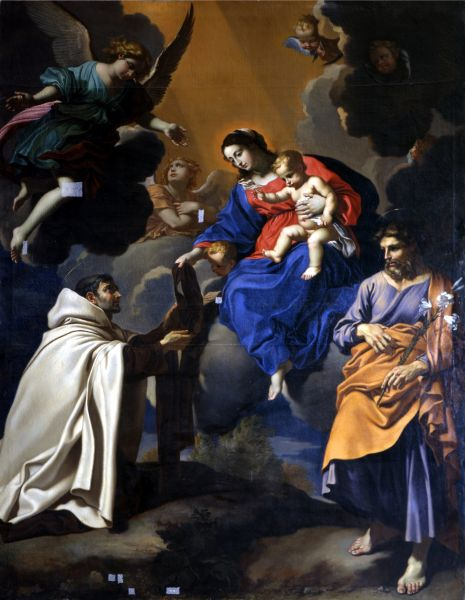
La Vierge remettant le scapulaire à saint Simon Stock (Nicolas Mignard, 1644).
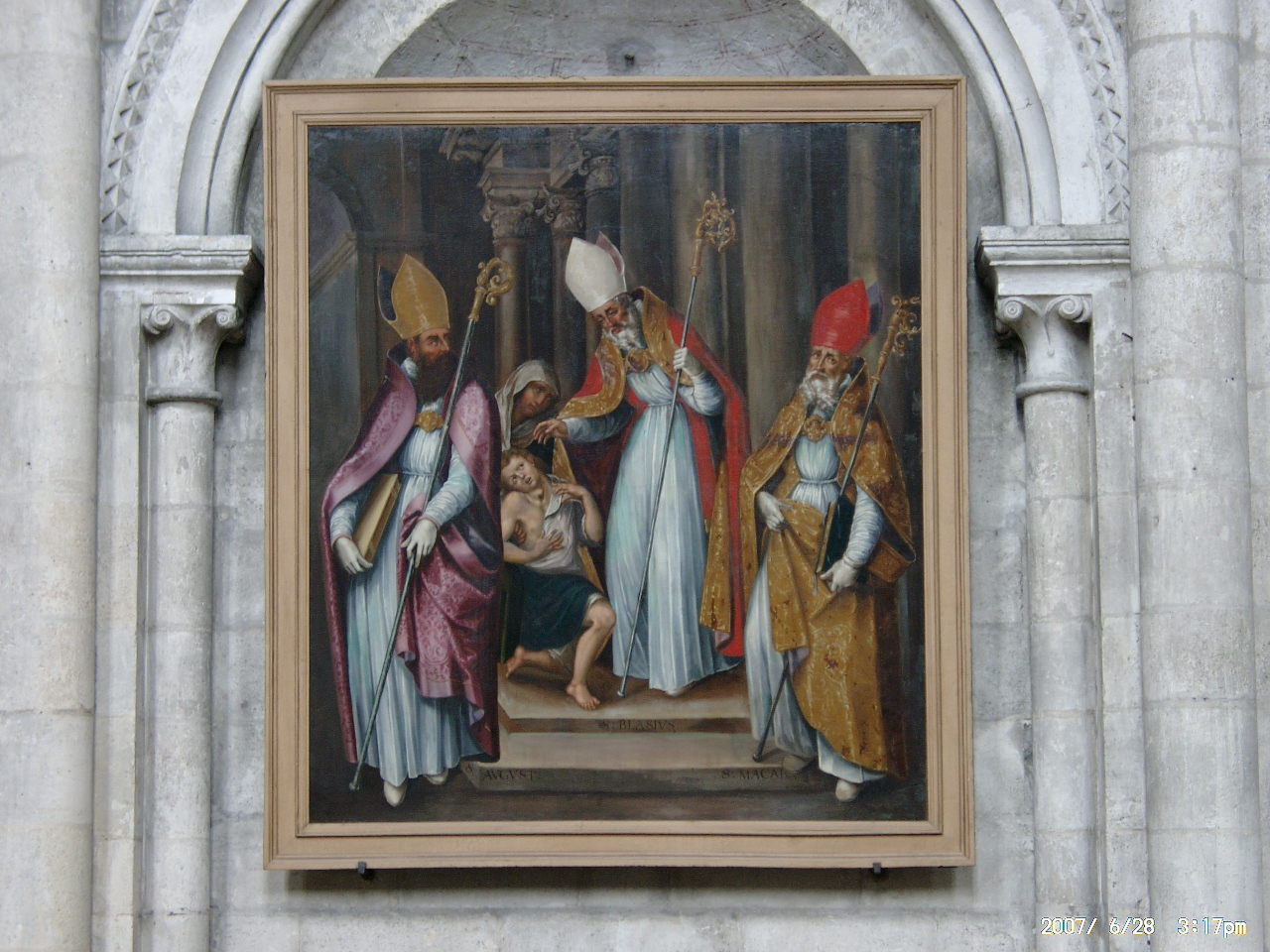
Saint Augustin, saint Blaise et saint Macaire.

### Sources et bibliographie
- Collectif (dir.), Bordeaux - Saint-André primatiale d'Aquitaine : La grâce d'une cathédrale, Place des Victoires, 2017, 480 p. (ISBN 9782809914214)
- Dictionnaire des églises de France, Belgique, Luxembourg, Suisse (Tome III-B), Robert Laffont, Paris, p. 26–33 ;
- Philippe Araguas, La cathédrale Saint-André de Bordeaux, Monum, éditions du patrimoine, Paris, 2001,  (ISBN 2-85822-363-7) ;
- Jean-Auguste Brutails, La Nef de la cathédrale Saint-André : Notes archéologiques, Bordeaux, impr. de G. Gounouilhou, 1903, 8 p. (lire en ligne)
- François Collombet, Les plus belles cathédrales de France, Sélection du Readers Digest, Paris, 1997,  (ISBN 2-7098-0888-9), p. 88–89.
- Raimond Corbin, La Cathédrale de Bordeaux : Etude historique et archéologique par un prêtre du diocèse, Bordeaux, Typ. Vve J. Dupuy, 1864, 230 p. (lire en ligne)
- Paul Courteault, « Bordeaux. Cathédrale Saint-André », dans Congrès archéologique de France. 102e session. Bordeaux et Bayonne. 1939, Paris, Société française d'archéologie, 1941, p. 30-58
- Jacques Gardelles, La cathédrale Saint-André de Bordeaux : Sa place dans l'évolution de l'architecture et de la sculpture, Bordeaux, Delmas, 1963, 343 p..
- Jacques Gardelles, Aquitaine gothique, Paris, Picard, 1992 (ISBN 2-7084-0421-0), p. 69-86 ;
- Jacques Gardelles,  Bordeaux, cité médiévale, L'horizon chimérique, 1989, p. 33-96.
- Madeleine Lassère, Histoire de Bordeaux, Bordeaux, Sud-Ouest, 2017, 255 p. (ISBN 978-2-8177-0500-2)
- S. Léglise, « La "Porte Royale" de la Cathédrale de Bordeaux », dans  Société archéologique de Bordeaux, 1915, tome XXXVII, p. 47-50 (lire en ligne)
- Alfred Leroux, Les trois énigmes du portail Saint-André de Bordeaux, Bordeaux, Impr. Gounouilhou, 1913, 19 p. (lire en ligne)
- Maurice Meaudre de Lapouyade, La statue de Clément V à la cathédrale Saint-André, Bordeaux, Imprimerie G. Gounouilhou, 1912, 16 p. (lire en ligne)
- Wandel Migeon, « Le groupe épiscopal de Bordeaux (Gironde) », Gallia, vol. 63, no 1,‎ 2006, p. 117–119 (DOI 10.3406/galia.2006.3289, lire en ligne).